# Tourzel-Ronzières
Tourzel-Ronzières är en kommun i departementet Puy-de-Dôme i regionen Auvergne-Rhône-Alpes i centrala Frankrike. Kommunen ligger i kantonen Champeix som tillhör arrondissementet Issoire. År 2022 hade Tourzel-Ronzières 202 invånare.

## Befolkningsutveckling
Antalet invånare i kommunen Tourzel-Ronzières
| Referens: INSEE |